# Urtica thunbergiana
Urtica thunbergiana är en nässelväxtart som beskrevs av Sieb. och Zucc.. Urtica thunbergiana ingår i släktet nässlor, och familjen nässelväxter. Inga underarter finns listade i Catalogue of Life.

## Bildgalleri

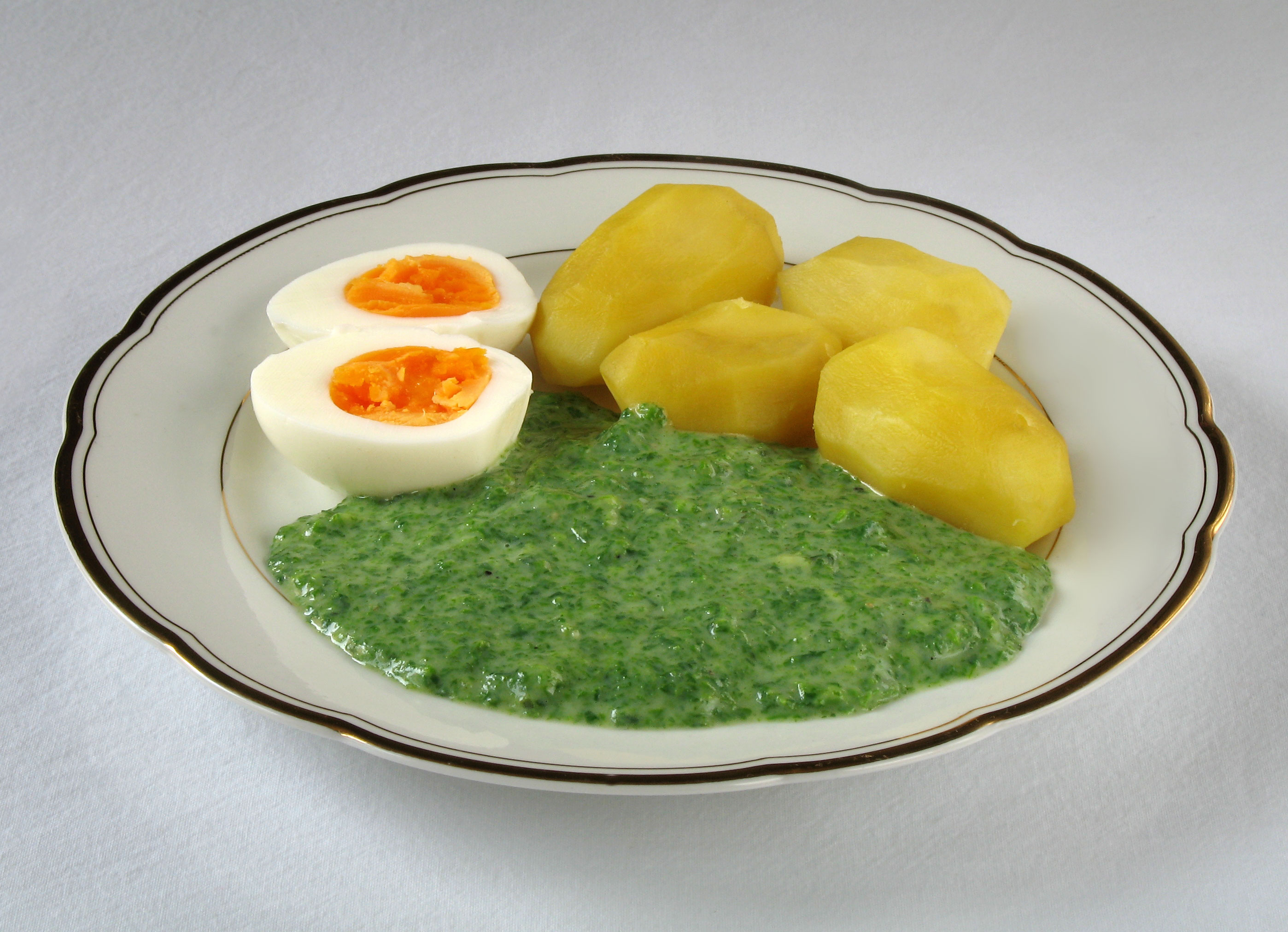
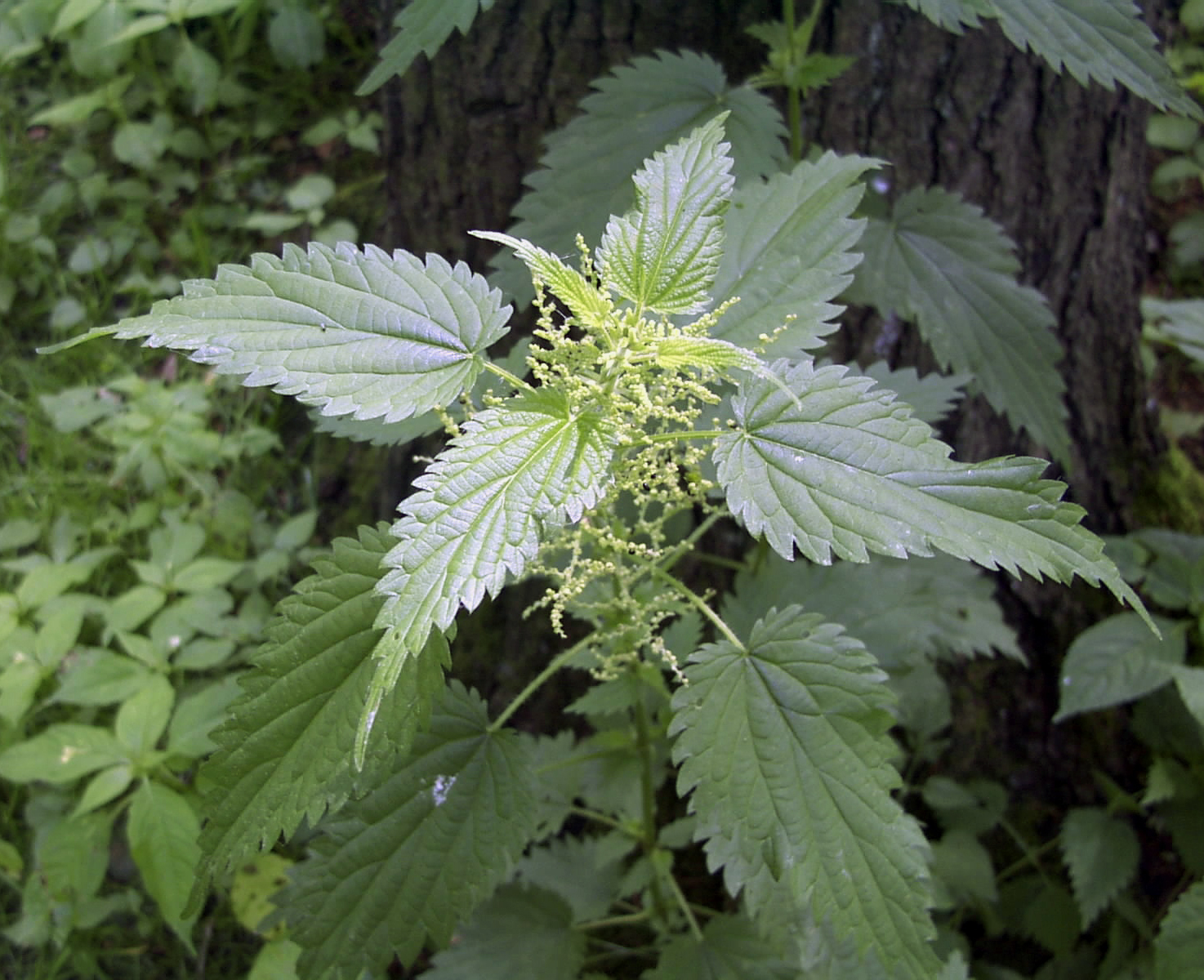
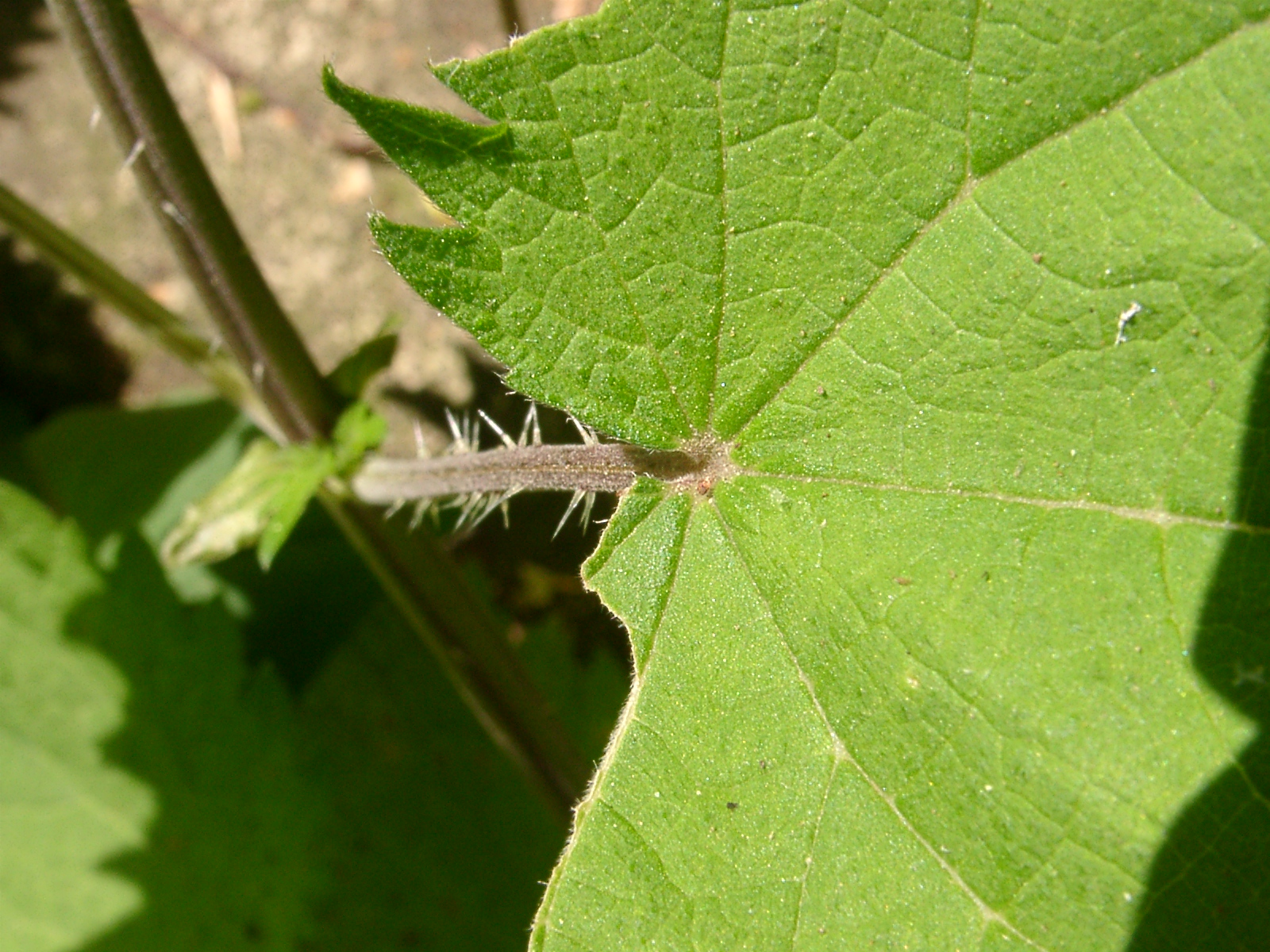
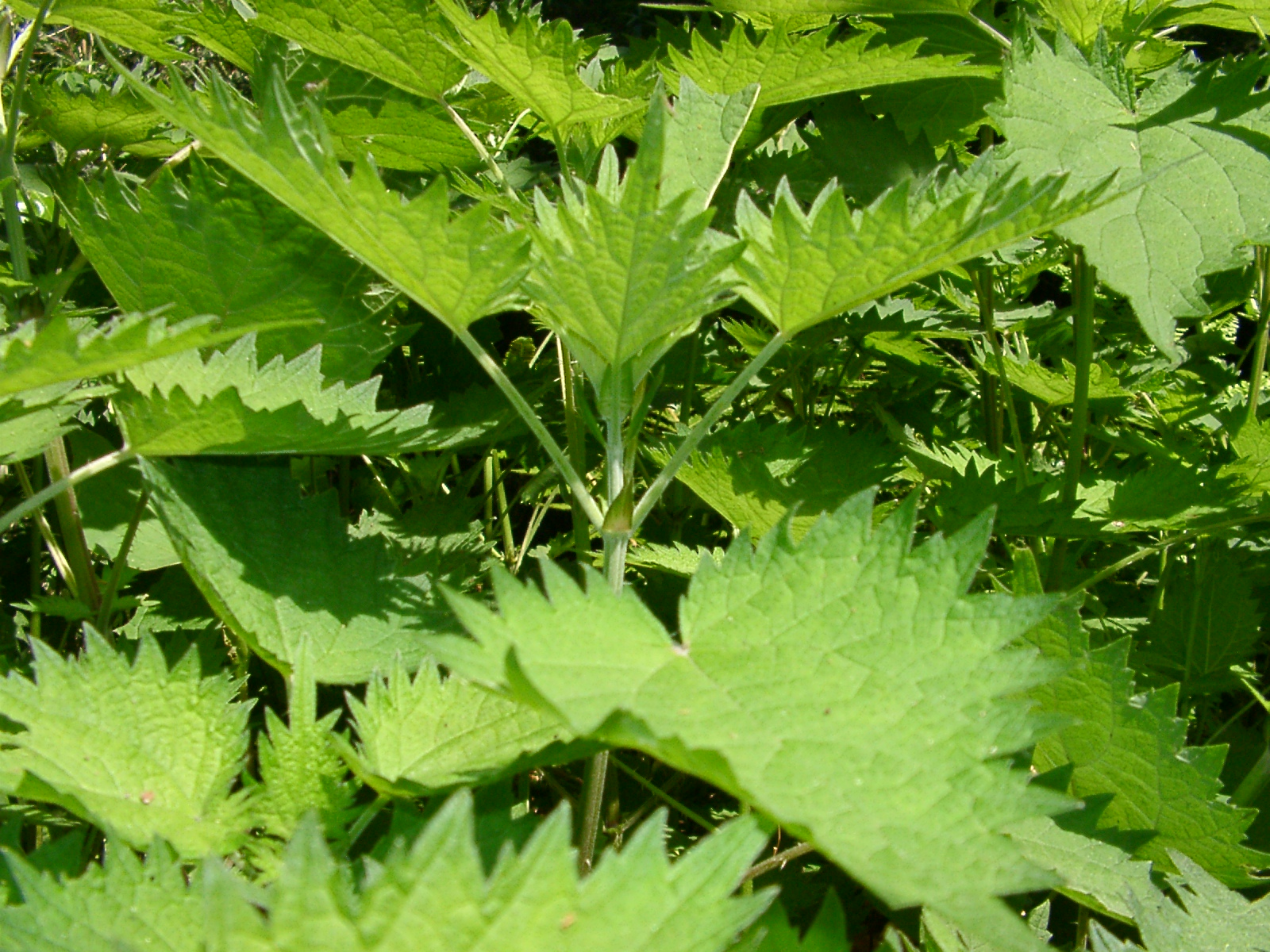